# Merci pour ce moment
Merci pour ce moment est un essai autobiographique de Valérie Trierweiler, publié le 4 septembre 2014 par les éditions Les Arènes, consacré à sa relation amoureuse avec le président de la République française François Hollande,,.
L'ouvrage évoque les neuf années de Valérie Trierweiler aux côtés de François Hollande. Son sujet étant particulièrement délicat du fait de la rupture du couple en janvier 2014, il est préparé dans le plus grand secret. Sa sortie au moment de la rentrée littéraire automnale, avec un tirage initial de 200 000 exemplaires, n'est annoncée que deux jours avant la disponibilité du livre en librairie. Ce livre a suscité de nombreuses réactions médiatiques, et une curiosité qui lui ont permis de se classer dans les meilleures ventes. En effet après un démarrage record en volume, Merci pour ce moment s'est vendu selon l'éditeur à 442 000 exemplaires seulement seize jours après sa sortie. Le nombre de vente serait de 603 300 exemplaires, sans compter l'édition poche, et les ventes à l'étranger en version traduite, dans une douzaine de pays.

## Genèse de l'ouvrage

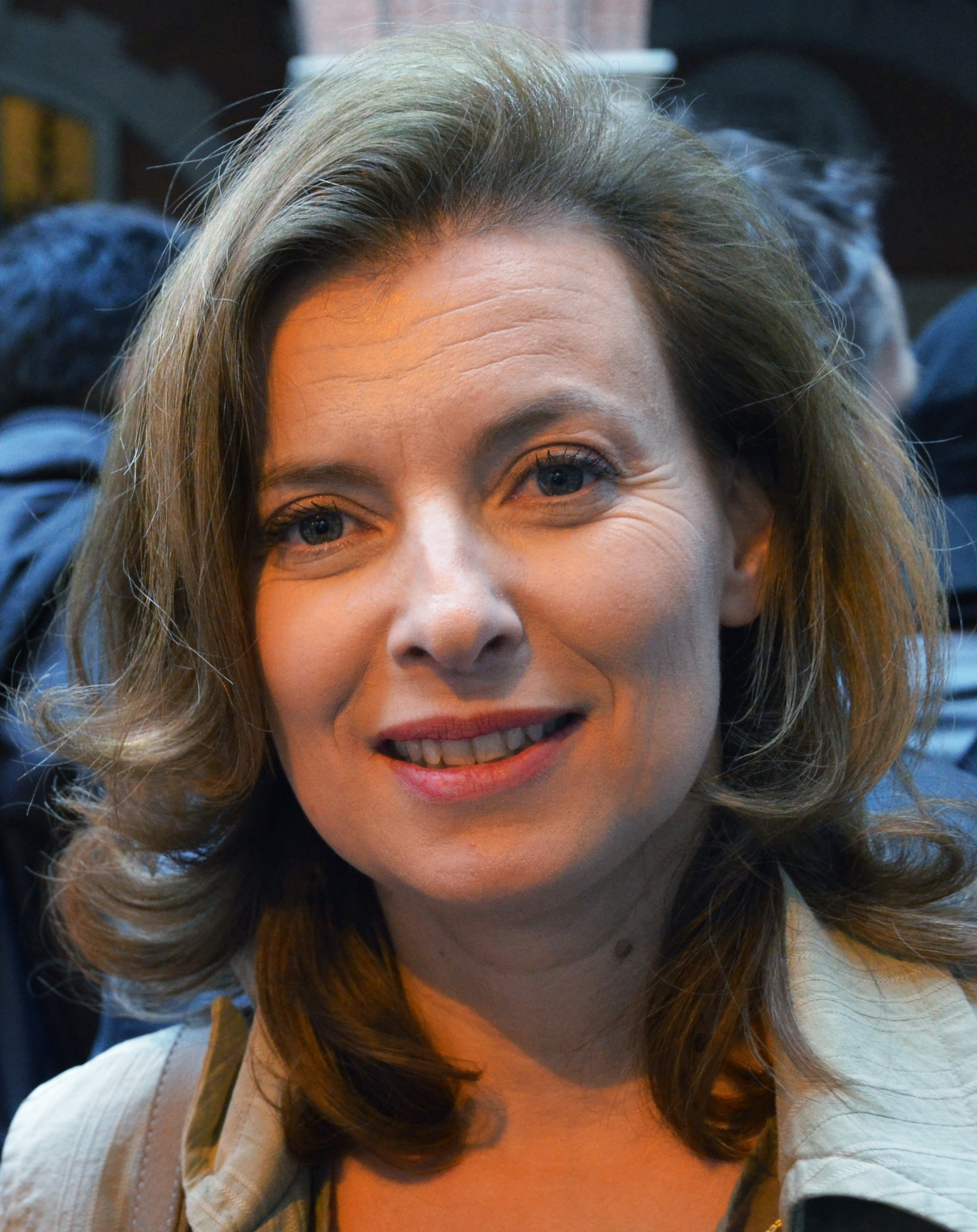
Valérie Trierweiler.

### Écriture
Depuis les premiers contacts avec des éditeurs jusqu'à la publication, l'ouvrage a été préparé dans le plus grand secret :
- plusieurs maisons d'éditions avaient montré de l'intérêt pour ce livre, mais Valérie Trierweiler a mandaté un agent littéraire, Anna Jarota, afin de l'aider à choisir un éditeur[5],[6] ;
- elle aurait privilégié la confidentialité en choisissant une petite maison d'édition d'indépendance éditoriale[7],[8] ;
- elle commence à rédiger en février et signe le contrat en mars 2014, tout en gardant la possibilité de le suspendre à tout moment, car elle doute de son envie de l'écrire[9] ;
- Valérie Trierweiler aurait écrit le livre chez elle, dans le plus grand secret, durant six mois, sur un ordinateur non connecté à Internet[10]. Pendant ce temps, selon Le Monde, « François Hollande lui envoyait des fleurs, multipliait les invitations à dîner et envahissait son téléphone de messages »[1] ;
- seulement quatre personnes — auteur inclus — sont dans la confidence jusqu'à la phase de mise en page[9]. Ils s’échangeaient les épreuves uniquement par clés USB et communiquaient par codes au téléphone, Valérie Trierweiler étant affublée du pseudonyme John Milton[9] ;
- l'éditeur a mis en page le manuscrit à l'aide d'une équipe réduite, sans en informer les salariés de l'entreprise[11]. ;
- à la dernière page, l'auteur a daté la fin de l'écriture « Paris, le 31 juillet 2014 » ;
- le livre a été imprimé en Allemagne et rapatrié par camions seulement la veille de la mise en rayon[7] ;
- les bons de commande mentionnaient comme faux titre Le siècle des hommes et un auteur mystère baptisé « XX », comme c'est le cas pour des livres très attendus et pour lesquels l'éditeur souhaite garder le secret jusqu'au dernier moment[12] ;
- Olivier Royant, directeur de la rédaction de l'hebdomadaire Paris Match parle ainsi de mesures particulières de sécurité dignes d'un « roman d'espionnage »[13].

Dans une lettre publiée le 16 septembre 2014 par le magazine littéraire Livres-Hebdo, le PDG des Arènes Laurent Beccaria tient à préciser que Valérie Trierweiler est l'unique auteur du livre, afin de démentir une rumeur accréditée par les « conseillers de l’Élysée » qui nourrissaient « la suspicion d’un montage »,.
Lors d'une interview sur BBC One diffusée le 23 novembre 2014, Valérie Trierweiler a expliqué pourquoi elle avait décidé d'écrire cet ouvrage en indiquant que « ce n'est pas une vengeance, ce n'est pas une revanche. Ce n'est pas pour le détruire, c'est pour me reconstruire moi »,,.

### Publication
Le 2 septembre 2014, une journaliste de La Chaîne parlementaire révèle qu’un ouvrage de Valérie Trierweiler s’apprête à sortir deux jours plus tard.
Le 3 septembre 2014, la veille de la publication du livre, Paris Match consacre sa couverture et douze pages au récit de Valérie Trierweiler. Le magazine dévoile quatre extraits du livre de Valérie Trierweiler et notamment la révélation de la liaison avec Julie Gayet et un passage consacré à l'arrestation de Dominique Strauss-Kahn à New York en mai 2011. Le même jour, Le Monde dévoile la dimension politique du livre et en particulier l'extrait sur les « sans-dents » qui vont marquer les esprits,.
Le tirage initial est de 200 000 exemplaires, tirage important dont bénéficient quelques rares écrivains comme Amélie Nothomb, Marc Lévy, Bernard Werber ou Dan Brown. Ce livre est diffusé au début de la rentrée littéraire où sont annoncés 607 romans français et étrangers
Le livre sort le 12 mai 2015 en édition de poche.

### Éditions étrangères
Le jour de la publication en France, l'agent littéraire de Valérie Trierweiler, indique que la maison d'édition américaine Regan Arts a acheté les droits du livre pour les États-Unis et que « la traduction est déjà en cours » avec une publication sans doute en octobre 2014.
Le 20 octobre 2014, le livre est publié en Espagne sous le titre Gracias por este momento. Selon Metronews, le livre sera également disponible dans une dizaine d'autres pays,.
La maison d'édition Biteback a annoncé le 25 novembre 2014 la sortie du livre Thank You For This Moment : A story of Love, Power and Betrayal (Merci pour ce moment : une histoire d'amour, de pouvoir et de trahison). Le week-end précédant la publication, Valérie Trierweiler a donné des interviews au Times,, Sunday Telegraph, The Observer et le Daily Mail. Elle sera l'invitée de deux programmes politiques phares de la BBC : The Andrew Marr Show et Newsnight.

## Thèmes

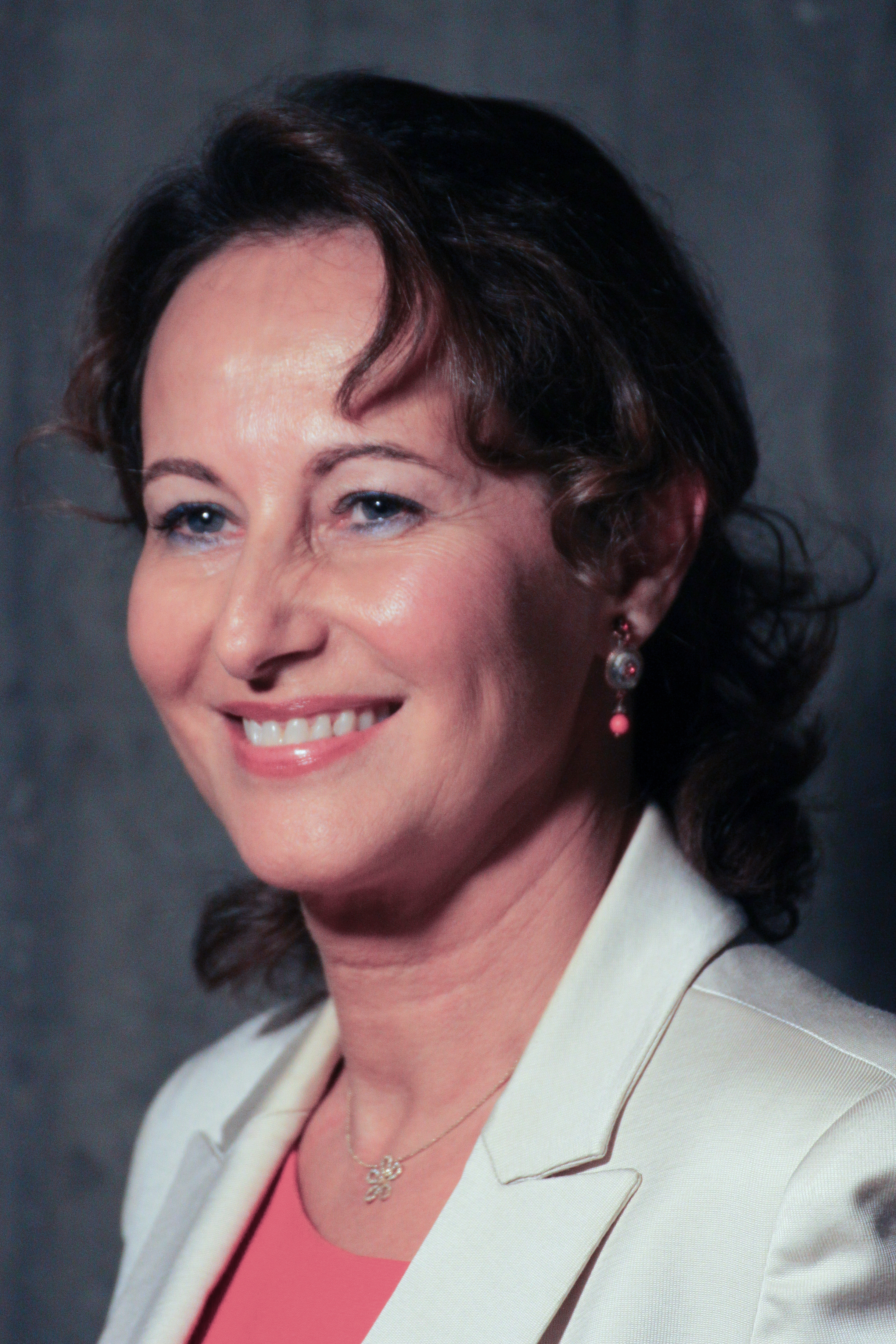
Ségolène Royal.

L'ouvrage évoque les neuf années de Valérie Trierweiler aux côtés de François Hollande, depuis « le baiser de Limoges » le 14 avril 2005 jusqu'à la date du 25 janvier 2014, lorsque celui-ci annonce « la fin de sa vie commune » avec Valérie Trierweiler,,. Le livre détaille notamment les deux années passées auprès du président de la République comme Première dame au palais de l'Élysée. S'il raconte plusieurs épisodes de leur vie privée et de sujets politiques, il ne contient pas de « secret d'État ».

### L'affaire du tweet
L'auteur raconte l'affaire du tweet de soutien à Olivier Falorni, candidat PS dissident face à l'ancienne compagne de François Hollande, Ségolène Royal, lors des élections législatives de 2012 : « J'appuie sur le détonateur et j'en suis la seule responsable. Mais la bombe à retardement a été fabriquée par François Hollande et Ségolène Royal, avec leur jeu constant entre privé et public, à coups de photos de famille et de déclarations ambigües »

### La rupture

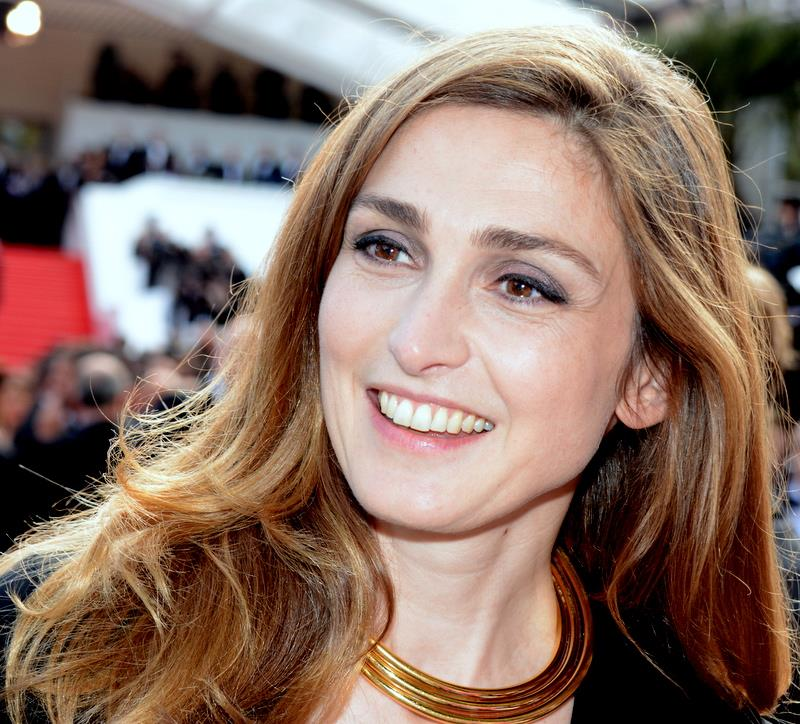
Julie Gayet.

Valérie Trierweiler raconte notamment comment elle a appris l'existence d'une liaison entre le président de la République et l'actrice Julie Gayet, liaison révélée par l'hebdomadaire Closer.

### Un portrait acerbe de François Hollande
Le livre dresse un tableau peu flatteur de la personnalité du chef de l'État, présenté comme un homme cynique, dénué d'affect, méprisant à l'égard de son propre électorat et envers les Français de condition modeste, entretenant avec sa compagne des relations souvent glaciales. Dans une conversation relatée par Valérie Trierweiler, François Hollande aurait demandé à cette dernière : « Ça te prend beaucoup de temps pour être aussi belle ? », ajoutant ensuite, sans plaisanter, « En même temps, on ne te demande rien d'autre ». Valérie Trierweiler commente à ce sujet : « Il est froid. Ne sourit pas. Je suis son faire-valoir, mais je ne dois rien valoir ».

## Accueil du livre

### Médias français
L'édition française du Huffington Post décrit l'œuvre comme « le livre surprise de la rentrée », le Télégramme évoque un « tsunami littéraire », Le Républicain lorrain parle d'un « cadeau de rupture dévastateur », Le Journal de la Haute-Marne souligne le « grand déballage ».
Le Figaro, Libération et Le Parisien-Aujourd'hui en France consacrent chacun deux pleines pages à l'ouvrage. Libération souligne l'importance de Merci pour ce moment « ne peut seulement être lu comme un récit d'alcôve » : il s'agit en effet d'une « riposte personnelle sans précédent dans l'histoire de la Ve République ». Yves Thréard, éditorialiste du Figaro, juge que « ce spectacle est affligeant », que « l'obscénité [est] à son comble » et qu'il « règne une ambiance de décadence »,.
Le livre donne lieu à des débats et interviewes télévisés en France :
- C dans l'air - « Trierweiler balance ! », (durée : 1 heure et 11 minutes), 3 septembre 2014 sur France 5[43] ;
- C dans l'air - « Hollande ne lui dit pas "merci" », (durée : 1 heure et 11 minutes), 4 septembre 2014, France 5[44] ;
- Complément d'enquête - « Trierweiler, téléréalité : le règne des impudiques », 11 décembre 2014 sur France 2[45].

### Médias internationaux
Le quotidien britannique The Times indique que « Le socialiste Hollande méprise ses électeurs de la classe ouvrière française ».
Le journal The Guardian publie un article dont le titre met l'accent sur la « tentative de suicide » de Valérie Trierweiler.
Le New York Times indique qu'il s'agit, selon de nombreux commentateurs, d'un « acte de vengeance d'une femme humiliée qui ternit davantage l'image de M. Hollande, dont la popularité est déjà au plus bas. »
Le quotidien italien La Stampa évoque un « livre poison », « une action de vengeance froide, conçue avec une précision chirurgicale ».
Le quotidien espagnol El Pais indique qu'il s’agit d’un « livre vengeance » qui plonge la France « dans une tragi-comédie politique sentimentale ».
Lors de la publication de la traduction du livre au Royaume-Uni en novembre 2014, le quotidien britannique The Times n'hésitera pas à parler de « best-seller le plus explosif de l'histoire de l'édition française ».
Le livre donne lieu à des débats et interviewes à l'étranger :
- The Andrew Marr Show (en) - Interview de Valérie Trierweiler lors de la publication de son livre au Royaume-Uni, (durée : 5 minutes et 54 secondes), 23 novembre 2014, BBC One[51].

### Monde politique

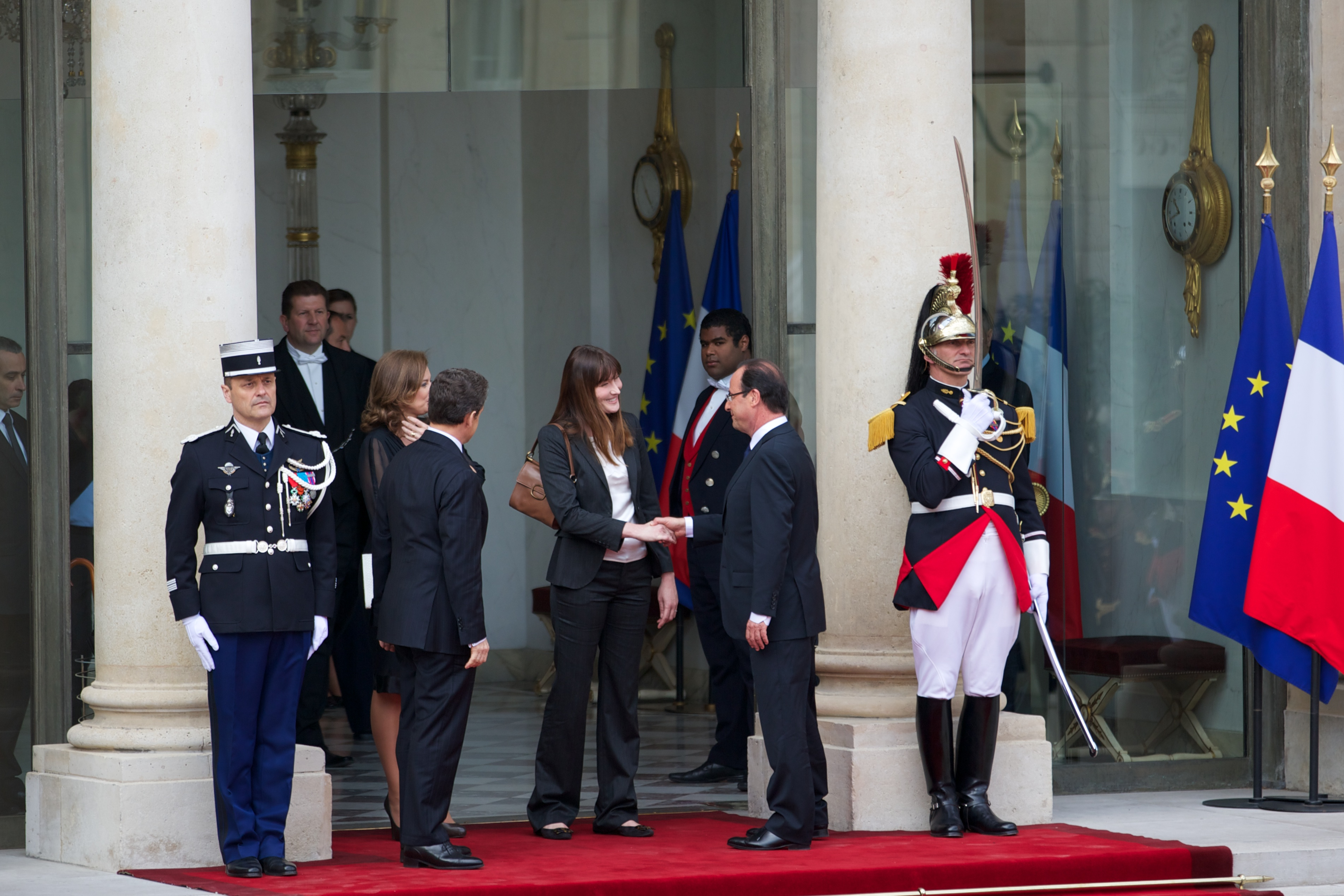
Valérie Trierweiler et François Hollande sur le perron du palais de l'Élysée lors de la cérémonie d'investiture du président de la République française, le 15 mai 2012.

Le Premier ministre Manuel Valls déclare : « Je crois que le débat public, notre vie publique » ont « besoin de respect, je rajouterai d'ailleurs un autre mot : dignité ». Il ajoute que « Par des attaques outrancières, par le mélange de la vie publique et de la vie privée, on abaisse le débat ».
L'ancienne compagne du président de la République et actuelle ministre de l’Écologie, du Développement durable et de l’Énergie, Ségolène Royal, indique lors d'une matinale de BFM TV concernant les propos rapportés de François Hollande sur les « sans-dents », qu'il s'agit d'une phrase plus « politique » que d'ordre privé. Elle précise qu'elle doute formellement qu'elle ait été prononcée par le président.
Le président de l'Assemblée nationale, Claude Bartolone, commente la sortie du livre en indiquant : « Vous connaissez une séparation qui se passe bien ? Il y a 50 % des couples qui divorcent en région parisienne. Chacun a sa souffrance et sa petite histoire. Tout le monde n'a pas la chance de pouvoir écrire un bouquin. Sur les grandes histoires d'amour, il faut aussi savoir trouver la bonne chute. »
La présidente du Front national et députée Marine Le Pen, évoque un « déshonneur pour la France qui touche autant celle qui parle que celui dont elle parle. »

### Public
Au premier jour de la parution de cet ouvrage, le jeudi 4 septembre 2014 :
- la Fnac indique qu’il s’agit du « plus gros démarrage depuis cinq ans », un démarrage trois fois plus fort que 50 nuances de Grey, le best-seller des cinq dernières années[54],[55] ;
- le livre est également en tête des ventes du site Amazon France[56].

Au deuxième jour de la publication, le président du Syndicat de la librairie française indique que le livre est « en rupture de stock dans la très grande majorité des points de vente, preuve d'un démarrage hors normes ».
Assurant le meilleur démarrage de l'année, 145 000 exemplaires sont écoulés en quatre jours dont 14 000 au format numérique,. La maison d’édition de Valérie Trierweiler a annoncé le 9 septembre 2014, que Merci pour ce moment était en cours de réimpression en France avec 270 000 exemplaires supplémentaires,.
Le 16 septembre 2014, l’institut d’études GfK indique que le livre s’est déjà vendu à 313 500 exemplaires en France dont 23 000 unités en format numérique.
L'éditeur Laurent Beccaria indique le 5 novembre 2014, que le livre s'est écoulé à plus de 600 000 exemplaires et estime le nombre de lecteurs à plus de 2 millions,. Cela en fait le plus grand succès de librairie, toutes ventes confondues, en 2014.

## Conséquences

### Réputation de François Hollande
En dépit d'une impopularité croissante, le président de la République avait gardé avant la publication du livre une image personnelle plutôt bonne, celle d’un homme jugé sympathique et proche des gens. Dans son livre, Valérie Trierweiler trace au contraire un portrait dévastateur de François Hollande, décrit comme un homme froid, cynique et menteur,,, ce qui pourrait atteindre durablement son image,.
Selon un sondage CQFD-i télé réalisé les 4 et 5 septembre 2014, 41 % des sondés déclarent que la publication du livre a modifié l’opinion qu'ils ont de François Hollande. Plus précisément, 29 % des sympathisants de gauche et 26 % des sympathisants du Parti socialiste jugent que ce livre « modifie en mal » l'image qu'ils ont du président de la République.

### Image de la fonction présidentielle
De nombreux journalistes et commentateurs dans les médias relèvent que la sortie du livre désacralise un peu plus la fonction présidentielle et affaiblit la symbolique de la fonction, car il contribue à instruire « le procès de l’image du président », avec une entrée dans l'intimité du poste,.

### Conséquences politiques
Valérie Trierweiler donne des contre-exemples à l'éthique de responsabilité et d'exemplarité vantée par François Hollande, le candidat du Parti socialiste, tout au long de sa campagne présidentielle et en particulier avec l'anaphore « Moi président de la République » prononcée au cours du débat télévisé de l'entre deux-tours en mai 2012,. Leurs impacts ne sont pas, au jour de la publication du livre, quantifiés.

## Controverses

### L'exposition de la vie privée de l'ex-couple présidentiel
Valérie Trierweiler s'est montrée souvent soucieuse de la protection de sa vie privée. En juin 2013, elle avait ainsi poursuivi les auteurs de sa biographie et la maison d'édition de l'ouvrage La Frondeuse, qui lui avait prêté une supposée relation passée avec un député UMP. Le tribunal avait considéré qu'il s'agissait d'une violation de la vie privée de Valérie Trierweiler et les avait condamnés à lui verser 10 000 euros de dommages et intérêts.

## L'expression«sans-dents»prêtée à François Hollande

### Mention dans le livre
Dans son livre, Valérie Trierweiler prête à François Hollande des sentiments méprisants à l'égard des pauvres. Elle écrit : 

« Il s'est présenté comme l'homme qui n'aime pas les riches. En réalité, le président n'aime pas les pauvres. Lui, l'homme de gauche, dit en privé : “les sans-dents”, très fier de son trait d'humour. »

— Valérie Trierweiler, Merci pour ce moment, 2014, page 229.
L'expression « sans-dents », jugée méprisante quand bien même elle se voudrait trait d'humour, est relayée de très nombreuses fois sur les réseaux sociaux, beaucoup d'internautes, à la gauche comme à la droite de l’échiquier politique, étant indignés par le cynisme du chef de l’État,,,.
Ce terme s'appuie sur un imaginaire collectif fondé sur une réalité sociale avérée, celle de la difficulté d'accès aux soins dentaires, auxquels beaucoup renoncent par manque d'argent,,,.
L' expression « sans-dents » fait partie de ces petites phrases qui restent associées aux grandes figures politiques et fait écho à la phrase publiquement prononcée et filmée « Casse-toi, pauv' con ! » de Nicolas Sarkozy ou encore à « Moi président de la République » du même François Hollande.

### Réaction de François Hollande

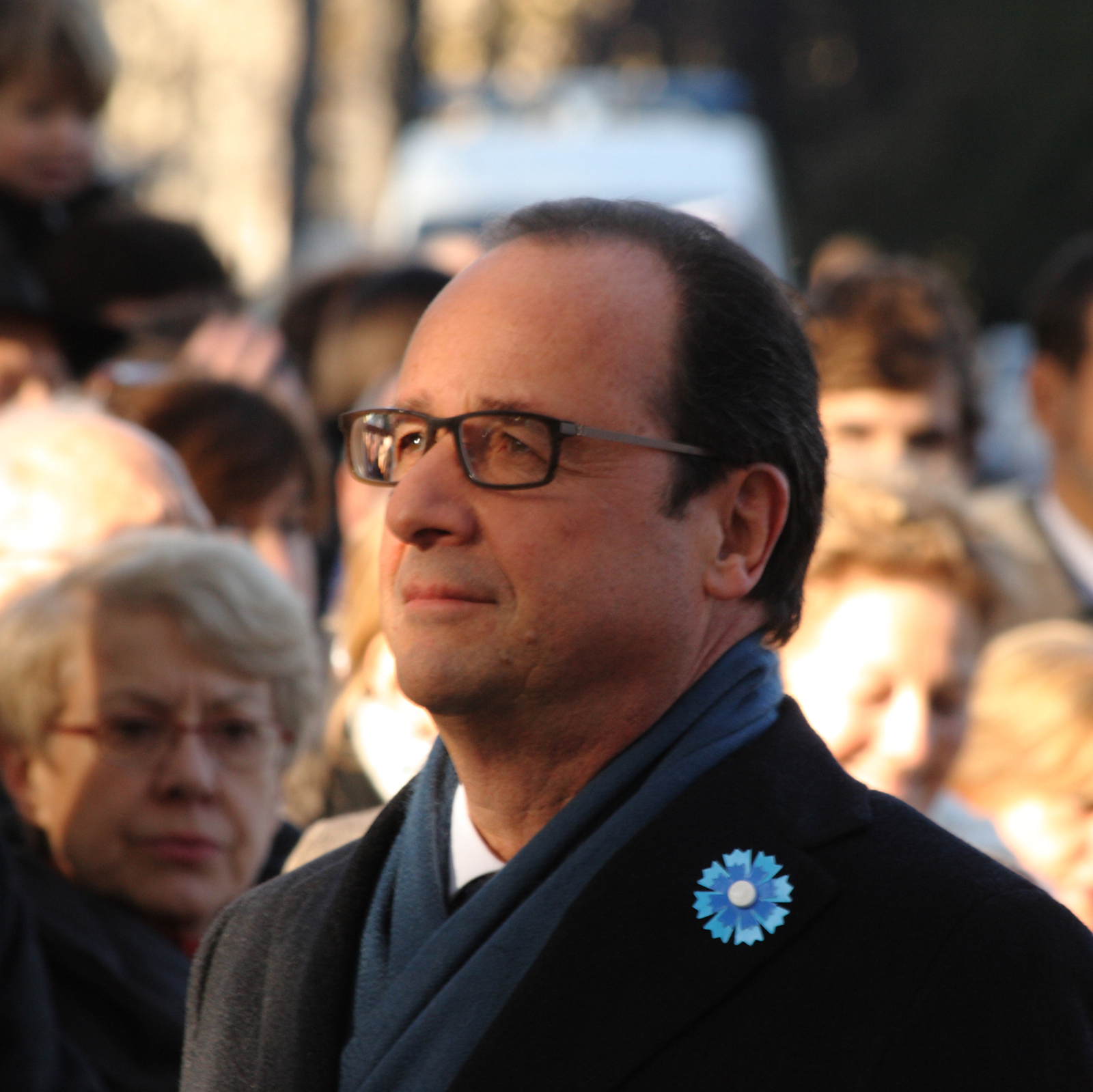
Le président Hollande en 2014.

François Hollande réagit pour la première fois le 5 septembre lors du sommet de l'Organisation du traité de l'Atlantique nord, à Newport, au Royaume-Uni, puis il prend le temps d'y répondre en détail dans le magazine Le Nouvel Observateur.

« Cette attaque sur les pauvres, les démunis, je l'ai vécue comme un coup porté à ma vie entière, se défend-il. […] Dans toutes mes fonctions, dans tous mes mandats, je n'ai pensé qu'à aider, qu'à représenter ceux qui souffrent. […] Je ne veux pas qu'on puisse dire ou écrire que je me moque de la douleur sociale, car c'est un mensonge qui me blesse. […] J'ai rencontré des gens dans les pires difficultés, usés par la vie. Ils avaient du mal à soigner leurs dents. C'est le signe de la pire misère. […] Mon grand-père maternel, petit tailleur d'origine savoyarde, […] mon grand-père paternel, instituteur, issu d'une famille de paysans pauvres du nord de la France […]). Et vous croyez que je pourrais mépriser le milieu d'où je tiens mes racines, ma raison de vivre ? »

— François Hollande, Article du Nouvel Observateur, 10 septembre 2014.
Tout en s'expliquant, le président ne cite à aucun moment, dans l'interview, l'expression en question,. Valérie Trierweiler affirme au magazine Le Point qu'elle détient des preuves pour confondre François Hollande sur son utilisation du terme « sans-dents », mais n'en produit cependant aucune. Elle affirme qu'elle aurait également conservé tous les SMS de son ex-compagnon,.

### Popularisation du terme
L'écho médiatique rencontré par cette expression a renforcé son acception comme stigmatisation des pauvres.

#### Détournements publicitaires
Le 6 septembre 2014, la marque Générale d’Optique reprend l'expression comme accroche d'une nouvelle publicité : « En France, il y a les sans-dents mais il y a aussi les sans-lunettes ».
De son côté, l'entreprise de location de voiture Sixt dévoile, le 8 septembre 2014, une campagne publicitaire en détournant l'expression « sans-dents » : « Chère Valérie, cher François, avec ou « sans-dents », on peut tous louer une voiture belle à croquer ».

#### Consécration par les médias
Le 31 décembre 2014, le journal 20 minutes retient « sans-dents » comme l'un des 10 mots de l'année 2014 de même que Bygmalion, Daesh, Ebola, etc., et affirme que « (Cette) attaque restera, sans doute, collée à la peau du président de la République ».
De nombreux médias consacrent cette expression fin 2014 ou début 2015 : les journaux Libération et La Dépêche, le magazine Challenges, la radio RTL, les télévisions France 2 et LCI, etc. placent l'expression "sans-dent" dans la liste des "mots de l'année 2014" en faisant notamment référence au contexte contenu dans le présent article.

#### Entrée dans le langage courant
On retrouve l'expression "sans-dent(s)" dans plusieurs médias, que ce soit dans la presse ou à la radio, pour désigner les pauvres.
Par exemple, lors de la polémiques des bancs et des SDF à Angoulême,.

#### Tentatives de récupération militante

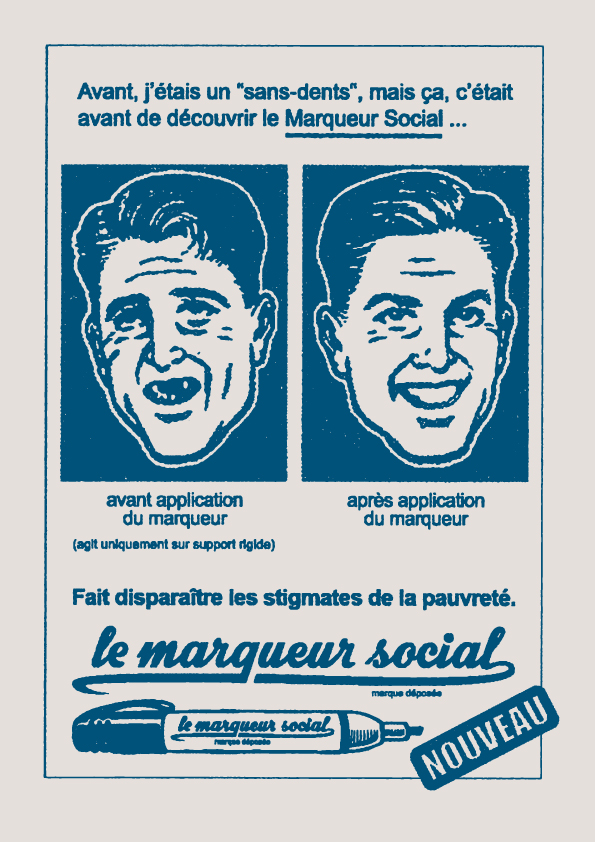
Sérigraphie de l'artiste Christopher Dombres qui a circulé sur internet.

Divers militants, de droite comme de gauche, reprennent l'expression à leur compte pour dénoncer la politique de François Hollande. L'expression remporte, durant une brève période, un succès sur les réseaux sociaux. Sur Facebook ou Twitter, diverses personnes revendiquent le nom de « sans-dents », dont un groupe Facebook qui accueille plus de 30 000 membres.
Un site internet, sansdents.fr, qui ne dure que quelques semaines, est créé pour fédérer les actions des militants anti-Hollande. Un autre site internet, Le Sans Dents libéré, est lancé, qui est encore actif en janvier 2015. Ces mouvements sont alimentés ou récupérés par plusieurs groupes militants de droite (éléments proches du syndicat étudiant UNI, opposants au mariage homosexuel de la « Manif pour tous ») mais aussi de gauche (mouvement Attac).
En septembre 2014, de nombreux appels à manifester dans plusieurs villes de France, sont lancés sur les réseaux sociaux sous le nom des « Sans-Dents ». Un collectif créé spontanément sur internet le jour de la publication du livre, sous le nom de « La révolution des sans-dents » manifeste devant l’Élysée le vendredi 5 septembre 2014,,. D'autres manifestations ont lieu, notamment à, Bordeaux, Gap, Montbéliard, Nice, Pau, Périgueux, Saumur, le 19 septembre à Marseille, Toulon et le 28 septembre à Béziers. L'écho de ces rassemblements est limité (moins de 20 à 200 manifestants selon les villes), celui de Paris attirant entre « quelques dizaines » et une centaine de personnes.

### Réactions

#### Réactions du monde politique
Jean-Luc Mélenchon, président du Parti de gauche, se réclame du « camp des sans-dents » sur Twitter et s'en prend violemment à François Hollande en ajoutant à la polémique en affirmant : « Et s'il veut être cru, qu'il commence par poser des actes qui n'aillent pas au contraire ». Or il vient de supprimer les crédits destinés à la prévention de la santé bucco-dentaire pour les enfants et adolescents.
Le Front national proclame que l'expression « les sans-dents » choque le monde politique : « Le Front national est le premier parti à s'emparer de ces mots. Dès mercredi après-midi, le parti de Marine Le Pen publiait un communiqué pour se hisser en défenseur des «sans-dents». « Hollande méprise les « sans-dents », le Front national les défend », explique le mouvement d'extrême droite, jugeant que c'est « sans doute l'information la plus intéressante du livre » (à un moment où seuls des extraits avaient été rendus publics, NDLR) ». De nombreux articles de presse et émissions de télévision reprennent les réactions de certains hommes politiques.
François Bayrou, président du Modem, prend la défense de François Hollande et se montre assez circonspect quant au livre de Valérie Trierweiler, et en particulier sur le terme de « sans-dents » par lequel François Hollande qualifierait les gens pauvres, selon l'ex-première dame. L'ancien candidat à la présidentielle met en avant deux arguments pour expliquer son scepticisme : il n'a « jamais vu le moindre indice de cette méchanceté-là » chez François Hollande, et si Valérie Trierweiler avait décelé ce genre de considérations, « peut-être n'aurait-elle pas vécu avec lui ».
Interrogée sur BFMTV/RMC sur l'expression « sans-dents » qui aurait été utilisée par le président de la République pour parler des pauvres, Ségolène Royal, son ancienne compagne, juge que « c'est "le contraire" de l'identité de Hollande. Ce n'est pas sérieux ».

#### Réactions du monde culturel

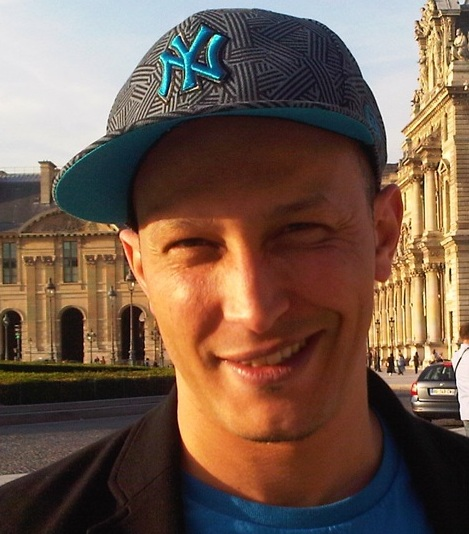
Le rappeur Axiom, auteur de la chanson Sans-dents.

Le philosophe Michel Onfray déclare, sur France Inter : « C'est assez sidérant qu'une femme dont on sait qu'elle est animée par la colère, par la vengeance, par la haine, par la jalousie – tout ce que Spinoza appelait des « passions tristes » – puisse dire une chose et que ça devienne parole d'évangile ! Pour moi, cette femme n'est pas du tout crédible ! Elle a quand même un grand trajet de Rastignac ». Il évoque la possibilité de l'emploi par François Hollande, dans une configuration bien particulière, de l'expression « les sans-dents », laquelle est sortie de son contexte pour en faire une généralisation abusive : « Je pense simplement que, pour ceux qui connaissent François Hollande dans l'intimité, c'est quelqu'un qui a l'air de plaisanter en permanence, de faire des blagues plus ou moins bonnes, plus ou moins mauvaises, et je pense qu'il a dû plaisanter un soir, dans une configuration particulière, en disant "les sans-dents" ou je ne sais quoi, et d'un seul coup, sorti du contexte, on a l'impression qu'à chaque fois que François Hollande parle des pauvres, il parle des "sans-dents", et je trouve que c'est une violence qui lui est faite et dont il n'a pas besoin ! »

Plusieurs artistes s'emparent du sujet : les chanteurs les Glochos, le rappeur Axiom : 

« Debout les pauvres, montrez les dents, sortez les crocs, faut avoir du mordant. Debout les pauvres, montrez les dents, montrez que vous en avez au président ! […] J'aime pas les pauvres, c'est dégoûtant, ils puent de la gueule, ils ont des caries, ils ont plus de dents […] »

— Glochos, La chanson Les sans-dents, 2014,

Par ailleurs, le rappeur français, Hicham Kochman, plus connu sous son nom de scène Axiom, en réaction aux propos prêtés à François Hollande écrit un morceau intitulé Sans-dents : 

« Est-ce que t’entends la colère des sans-dents ? […] Donne ton salaire, m’sieur le président, promis, on s’refait les dents ! […] Les sans-dents, leurs descendants ont le machin en l'air pour tous les condescendants […] »

— Axiom, La chanson "Sans-dents", 2014
L'artiste sérigraphe Christopher Dombres prend la défense des Sans-Dents avec sa sérigraphie « Le marqueur social 2014 fait disparaître les stigmates de la pauvreté ».
Le livre Au Nom des Sans Dents de Joey C.K. AMO est publié à peine un mois après la polémique, soit le 4 octobre 2014.

##### L'image du président durablement écornée
En dépit d'une impopularité croissante François Hollande « apparaissait comme pas vraiment compétent, mais plutôt sympathique »,. Mais les analystes politiques sont unanimes pour souligner l'impact dévastateur de cette expression sur l'image du président François Hollande :  
- cette petite phrase serait « la synthèse du débat politique français actuel, à savoir l'opposition entre le peuple et l'élite, la défiance du peuple vis-à-vis du politique », analyse Philippe Moreau-Chevrolet sur BFM TV[121] ;
- cette expression « comme le célèbre « casse-toi, pauvre con » de Nicolas Sarkozy peut devenir le symbole du « mépris de classe » du président », rappelle Rue89[121] ;
- François Hollande était le candidat « qui n'aime pas les riches » ; deux ans plus tard, le voilà catalogué « président qui n'aime pas les pauvres », constate le spécialiste de communication Philippe Moreau-Chevrolet[121].

L'expression « sans-dents » est certainement celle qui a eu le plus d'échos dans la presse et l'opinion. Selon un sondage CQFD-i-Télé réalisé les 4 et 5 septembre 2014, 29 % des sympathisants de gauche et 26 % des sympathisants du Parti socialiste jugent que ce livre « modifie en mal » l'image qu'ils ont du président de la République.
Le magazine Challenges affirme, le 22 décembre 2014, « d'un bilan 2014, à marquer d'une pierre noire pour Hollande » et fait notamment référence aux « sans-dents ».